# Franck Montagny

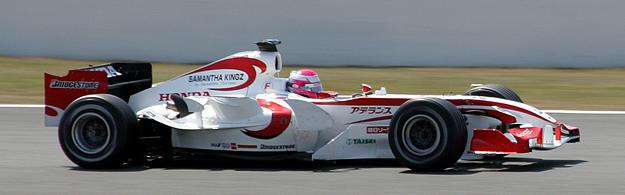
Franck Montagny i Super Aguri i Formel 1 2006.

Franck Montagny, född 5 januari 1978 i Feurs, är en fransk racerförare som körde i Formel 1 under 2006.

## Racingkarriär
Montagny var testförare för formel 1-stallet Renault 2004 och 2005. Året efter var han testförare för det nya japanska stallet Super Aguri, men han blev deras ordinarie andreförare från och med Europas Grand Prix 2006 efter att Yuji Ide fått sin superlicens indragen av FIA. Montagny fick dock bryta sitt debutlopp efter 29 varv med hydraulikproblem. Han ersattes av stallets testförare Sakon Yamamoto från och med Tysklands Grand Prix 2006 och blev i stället testförare för Super Aguri.  
Montagny var testförare för formel 1-stallet Toyota 2007. Han planerade att tävla i sportvagnsracing eller Champ Car 2008.

## F1-karriär
| Säsong | Stall/Tillverkare | Poäng | Placering |
| ------ | ----------------- | ----- | --------- |
| 2006   | Super Aguri-Honda | 0     | –         |